# دانشگاه لویولا شیکاگو

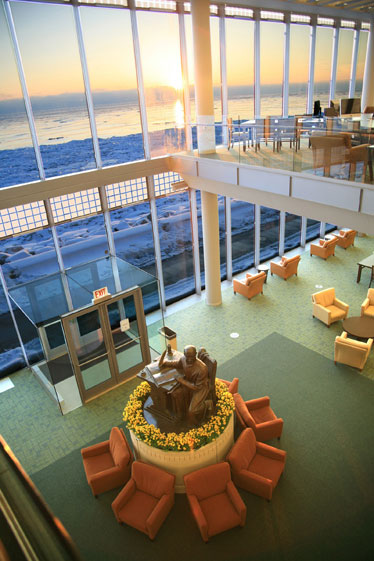
نمایی از درون کتابخانه دانشگاه لویولا شیکاگو

دانشگاه لویولا شیکاگو (به انگلیسی: Loyola University Chicago) یکی از دانشگاه‌های ایالات متحده آمریکا در شهر شیکاگو و ایالت ایلینوی است. این دانشگاه در سال ۱۸۷۰ بنیاد نهاده شد و هم‌اکنون بیش از ۱۵ هزار نفر دانشجو دارد. دانشگاه لویولا شیکاگو در کرانه دریاچه میشیگان قرار گرفته‌است.